# Muirite
La muirite è un minerale.